# Flassan
Flassan là một xã trong tỉnh Vaucluse thuộc vùng Provence-Alpes-Côte d'Azur ở đông nam nước Pháp. Xã này nằm ở khu vực có độ cao trung bình 437 mét trên mực nước biển.
Flassan nằm ở chân núi Ventoux.